# Surfside Beach (Texas)
Pour les articles homonymes, voir Surfside Beach.
Surfside Beach, également appelée Surfside ou Follett's Island,  est une petite ville située au sud-est du comté de Brazoria, à l'embouchure du fleuve Brazos et en bordure du golfe du Mexique, au Texas, aux États-Unis,.

## Démographie
Lors du recensement de 2010, la ville comptait une population de 482 habitants. Elle est estimée, le 1er juillet 2019, à 581 habitants.

### Source de la traduction
- (en) Cet article est partiellement ou en totalité issu de l’article de Wikipédia en anglais intitulé « Surfside Beach, Texas » (voir la liste des auteurs).